# Гюлен, Фетхуллах
Мухамме́д Фетхулла́х Гюле́н (тур. Muhammed Fethullah Gülen; 27 апреля 1941[…], Пасинлер, Эрзурум — 20 октября 2024, Страуд Тауншип, Пенсильвания) — турецкий общественный и религиозный деятель, публицист, писатель, поэт, бывший исламский проповедник, имам и мыслитель. Основоположник общественного движения «Хизмет».
Он проживал в добровольном изгнании в Сейлорсберге, штат Пенсильвания, США. В Европе предпочитал останавливаться в Монте-Карло в Монако. Гюлен в 2008 году был выбран самым влиятельным интеллектуалом планеты по результатам опроса на сайте проекта журналов Prospect и Foreign Policy. С 2009 года входит в число 500 самых влиятельных мусульман (по итогам 2013 года — на 11 месте). В 2013 году он был включён в число «100 самых влиятельных людей мира» журналом Time и в список «500 самых влиятельных людей мира» журнала Foreign .
Гюлен делал упор на этическое воспитание нового поколения. Запустив процесс диалога в Турции, Гюлен продолжил его и в международном масштабе, выступал за многопартийность.
Его нередко называли «одним из самых важных мусульманских деятелей мира».

## Биография
Гюлен родился в деревне Коруджук, около города Эрзурум в Турции. Его отец, Рамиз Гюлен, был имамом. Гюлен получил базовое образование в своей родной деревне, однако после переезда вместе со своей семьёй, решил сосредоточиться на получении (тогда неформального) классического исламского образования.
Проработав официальным имамом и проповедником, Гюлен ушёл на пенсию в 1981 году. В 1988—1991 годах он дал серию проповедей в популярных мечетях Турции. В 1994 году он принял участие в учреждении Фонда писателей и журналистов, ему присвоили титул почётного президента Фонда.
Уехав в 1999 году в США на лечение, он уже не возвращался в Турцию. За это время против него в Турции был начат (2000) и закрыт (2008) за отсутствием состава преступления обвинительный процесс., он пережил операцию на сердце и множество оперативных вмешательств в связи с сахарным диабетом и другими болезнями. Сам Гюлен подчёркивал, что очень хотел бы вернуться в Турцию, но боится политических провокаций и нестабильности.
Коррупционный скандал конца 2013 года обострил отношения между Реджепом Эрдоганом и Гюленом, которого обвинили в попытке переворота. 19 декабря 2014 года стамбульский суд выдал ордер на арест Гюлена. Прокурор Хасан Йылмаз ходатайствовал также перед Министерством юстиции Турции о подготовке документов на включение Гюлена в «Красный бюллетень» Интерпола (ордер на арест преступников, объявленных в международный розыск). Интерпол не принял решения о розыске Гюлена.
Умер 20 октября 2024 года в медицинской клинике Пенсильвании.

## Взгляды и деятельность

### Теология
Гюлен не предлагал новой теологии, скорее в своих проповедях и книгах отсылал к классическим авторитетам, используя и развивая их систему доказательств и умозаключений. Его понимание ислама было консервативным и общепринятым. Фетхуллах Гюлен хорошо знал и уважал суфийскую традицию, несмотря на то, что он сам не был членом какого-либо тариката. Он учил, что мусульманам необязательно входить в тарикат (суфийский орден), но суфизм — это внутреннее измерение ислама, которое никогда не должно отрываться от внешнего.
Его учение отличает от других общепринятых течений умеренного ислама два аспекта, которые он выводил из интерпретации определённых аятов Корана. Первое — он учил, что мусульманское сообщество обязано служить («hizmet etmek») общему благу общины и нации, мусульманам и немусульманам во всём мире. Движение «Хизмет» является международным общественным движением, вдохновлённым идеями Гюлена. Учение о служении людям привлекло и привлекает большое количество сторонников в Турции, Центральной Азии и в других частях мира.
Второе — мусульманское сообщество должно осуществлять межконфессиональный диалог, как минимум, с «людьми Писания» (христиане и иудеи).

### Наука и образование
В своих проповедях Гюлен неоднократно заявлял, что изучение физики, математики, химии — поклонение Богу. В Турции «школы Гюлена» считаются одними из лучших: современное дорогостоящее оборудование, равное отношение к полам, обучение английскому языку с первого класса. Тем не менее существует критика со стороны бывших учителей подобных заведений, в частности, по вопросу отношения к женскому полу, которые утверждают, что учителям-женщинам не делегируют административные полномочия, у них ограниченная автономия и — начиная с учениц шестого класса и старше — они отделены от коллег мужского пола и учеников в течение перемен и перерывов на обед.

### Межконфессиональный и межкультурный диалог
Говоря про Турцию, Гюлен отмечал, что приверженность диалогу и благожелательное отношение к другим лежат в основах турецкой культуры, которая своим источником берёт ислам. Он подчёркивал, что ислам всегда воспринимал лучшие достижения тех культур и цивилизаций, с которыми встречался на протяжении своей истории, и сегодня мусульманский мир нуждается в использовании позитивного опыта других стран. «Диалог превратился в императив современности».

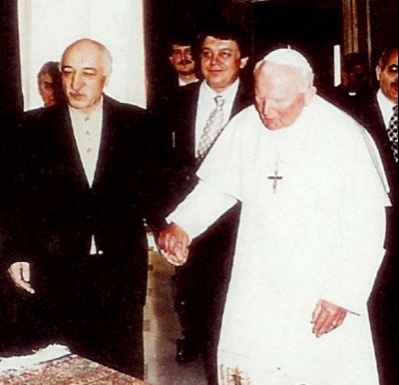
Гюлен и Иоанн Павел II в 1998 году

Гюлен лично встречался с лидерами других конфессий, включая Иоанна Павла II, греческого православного патриарха Варфоломея, главного сефардского раввина Элияху Бакши Дорона. В конце 2000-х годов движение «Хизмет» начало диалог и с нерелигиозными людьми, например, в Консультативном совете лондонского Dialogue Society больше атеистов и агностиков, чем мусульман.
Гюлен также выступал за кооперацию между разными течениями в самом исламе — например, он одобрил постройку мечети и алевитского храма (cem evi) в одном дворике..

### Взгляды на современные проблемы
Гюлен критиковал лаицизм как политику, уходящую корнями в философию редуктивного материализма. В то же время он считал, что ислам и демократия совместимы. Гюлен одобрял заявку Турции на вхождение в ЕС и считал, что ни Турция, ни Европейский союз ничего не потеряют, а только выиграют от этого. Согласно Арасу и Каха, взгляды Гюлена на положение женщин «прогрессивные», но «современные женщины — профессионалы в Турции всё равно далеки от того, чтобы их принять».. Гюлен заявлял: «Террористы-самоубийцы пойдут в ад навечно, и там они будут призваны к ответственности за убийство невинных людей».

## Личная жизнь
Фетхуллах Гюлен считался вторым по влиятельности человеком в Турции после президента Реджепа Тайипа Эрдогана; его движение, для которого он являлся главным вдохновением и идеологом, насчитывает миллионы сторонников по всему миру. По оценкам, сторонников движения «Хизмет» колеблется от одного до восьми миллионов человек.
Гюлен был физически слаб и страдал несколькими серьёзными хроническими заболеваниями, как диабет, цирроз печени и сердечная недостаточность, в связи с чем пережил операцию на сердце и, уехав в 1999 году в США на лечение, уже не возвращался обратно.
Фетхуллах Гюлен никогда не состоял в браке, и детей не имел. «Как уточнила одна из известных турецких журналисток, которая в 1990-е годы брала у него интервью и спрашивала о его состоянии в браке, Ф. Гюлен пояснил, что однажды в молодости делал попытку вступить в брак, но она оказалась неудачной, и после этого он, по-видимому, отказался от идеи обзавестись собственной семьей. Но его отношение к институтам семьи и брака можно охарактеризовать как в высшей степени уважительное и трепетное».

### Информация о смерти
18 ноября 2021 года турецкий новостной портал Oda TV сообщил, что Гюлен был отравлен в ночь с 17 ноября в своём доме одним из своих сторонников, который позже совершил самоубийство. Ряд СМИ, в том числе и полиция Пенсильвании не подтвердила смерть проповедника, назвав информацию ложной. Адвокат Гюлена Бурак Бекироглу заявил, что «Гюлена отравил его приближенный Джевдет Тюркйолу. Позже Бекироглу уточнил, что в результате случившегося Гюлен потерял возможность говорить, но остался жив».
Политолог и журналист Синан Сунгур усомнился в сообщениях о смерти проповедника, сказав: «автор этих публикации — далеко не медийная и не близкая к Гюлену личность. Он не указывает, откуда у него информация».

## Причастность к военному перевороту в Турции
По заявлению властей, военный переворот вдохновил Фетхуллах Гюлен, а организовало среднее звено турецкой армии — военный прокурор и 46 офицеров во главе с отставным полковником Мухарремом Кёсе.
Правительство Турции обвинило движение «Хизмет» и его лидера в использовании своих рычагов влияния в армии и попытке свергнуть власть. Однако «Хизмет» и сам Фетхуллах Гюлен отрицали свою причастность к попытке переворота:
Правительство должно быть завоевано путём свободных и справедливых выборов, а не силой. Я молю Бога за Турцию, турецких граждан и всех тех, кто в настоящее время находится в Турции, чтобы эта ситуация разрешилась мирным и быстрым путем. Как человеку, пострадавший от нескольких военных переворотов в течение последних пяти десятилетий мне особенно оскорбительно быть обвиненным в какой-либо связи с такой попыткой. Я категорически отрицаю такие обвинения.
Фетхуллах Гюлен так прокомментировал неудавшийся переворот: «Возможно, это был подстроенный переворот и он будет использован для будущих обвинений» и заявил, что не исключает возможности инсценировки путча самим Эрдоганом (в частности, отмечается, что путч выглядел крайне плохо организованным, но послужил для президента предлогом для «зачистки» в армии и государственном аппарате).
В ответ на запрос Минюста Турции к США о его экстрадиции проповедник заявил о готовности вернуться на родину, если американское правительство примет решение о выдаче при международном расследовании попытки переворота.

## Публикации

### Запрет произведений в России
Согласно решению и определению Ленинского районного суда города Оренбурга, книги Гюлена «Сомнения, порожденные веком» (I том), «Критерии или огни в пути», «Пророк Мухаммад — венец рода человеческого» (I и II том) и «Жизнь и исламская вера» включены в Федеральный список экстремистских материалов.

## Фильмография
- Документальный фильм 2014 года «Любовь — это глагол[англ.]» (англ. Love Is a Verb) американского режиссера Терри Спенсера Хессера[79], повествующий о жизни Фетхуллаха Гюлена, истории зарождения массового движения и деятельности её последователей.
- В июне 2019 года телеканал RT Documentary анонсировала выход пятисерийного документального фильма «Проект Гюлен»[80].